# Strange Adventures
Strange Adventures (dt. „Wundersame Abenteuer“) ist der Titel einer Comicserie, die der US-amerikanische Verlag DC-Comics zwischen 1950 und 1973 veröffentlichte.
Die Serie war ihrem Titel entsprechend auf Science-Fiction- und Fantasy-Geschichten spezialisiert, die zumeist im Weltall angesiedelt waren.

## Veröffentlichungsdaten
In ihrer knapp dreiundzwanzigjährigen Laufzeit, erreichten die Strange Adventures insgesamt 244 Ausgaben, wobei in der Regel in jeder Ausgabe zwei bis vier Geschichten präsentiert wurden, die sich – unabhängig voneinander – verschiedenen Konzepten, Figuren und Schauplätzen widmeten.
Mit der Nr. 202 wurde der Fokus vom zuvor dominanten Bereich Sci-Fi/Fantasy in Richtung Mystery/Okkultismus verschoben. Um den inhaltlichen Wandel – der mit der doppelten Konnotation des englischen Wortes strange, das sowohl „merkwürdig“ im Sinne von „wunderbar, phantasievoll“, als auch „irritierend, befremdlich, verstörend“ bedeuten kann – kenntlich zu machen, wurde das Logo der Serie mit jener Ausgabe optisch verändert. Mit Nr. 217 kam es zu einer abermaligen Veränderung des Logos. Inhaltlich wurden ab dieser Ausgabe außerdem – bis zu ihrer Einstellung mit Nr. 244 – nur noch Neuabdrucke von bereits in früheren Ausgaben veröffentlichtem Material abgedruckt.
Die redaktionelle Betreuung der Serie wurde während des Großteils ihrer Laufzeit von Editor Julius Schwartz besorgt. Der bekannteste Autor, der Geschichten für die Strange Adventures beisteuerte war Gardner Fox. Unter den Zeichnen die die visuelle Gestaltung der präsentierten Geschichten besorgten sind Neal Adams, Murphy Anderson, Arnold Drake, Carmine Infantino, Gil Kane, Bernard Krigstein, Mike Sekowsky und Alex Toth zu nennen.
Zwischenzeitlich wurden die Strange Adventures mehrmals in Form von Miniserien wiederbelebt: Von November 1999 bis Februar 2000 erschien beim DC-Imprint Vertigo eine vierteilige Miniserie unter dem Strange Adventures-Titel, die verschiedene phantastische Geschichten in alter Manier, aber in Anpassung an die geänderten Erzähl- und Zeichenkonventionen der 1990er, schilderten. Als Autoren waren unter anderem Brian Azzarello, Brian Bolland und Dave Gibbons, als Zeichner Klaus Janson und Frank Quietly an diesem Projekt beteiligt.
Von Oktober 2004 bis März 2005 folgte eine sechsteilige Miniserie unter dem Titel JSA. Strange Adventures, die im Geist der alten Strange Adventures gehaltene Abenteuer der Justice Society of America zum Inhalt hatte. Autor dieser Serie war Kevin J. Anderson, als Zeichner kam Barry Kitson zum Einsatz.
Von Mai bis Dezember 2009 wurde unter dem Titel Strange Adventures schließlich eine achtteilige Miniserie von Jim Starlin publiziert, in der drei Protagonisten der klassischen Strange Adventures – Adam Strange, Bizzaro und Captain Comet – gemeinsame Abenteuer erleben.

### Die Features von Strange Adventures
Zu den wiederkehrenden Reihen, die innerhalb von Strange Adventures veröffentlicht wurden, zählen:
- Chris KL-99 (Ausgaben #1–3, 5, 7, 9, 11, 15),
- Darwin Jones (Ausgaben #1, 48, 58, 66, 70, 76–77, 79, 84, 88, 93, 149, 160),
- Captain Comet (Ausgaben #9–49),
- Space Museum (sporadisch von #104 bis 161),
- Star Hawkins (sporadisch von #114 bis 185),
- Atomic Knights (sporadisch von #117 bis 160, Reprints in 217–231),
- Faceless Creature from Saturn (Ausgaben #124, 142, 153),
- Star Rovers (Ausgaben #159, 163), Animal Man (Ausgaben #180, 184, 190, 195, 201),
- Immortal Man (Ausgaben #177, 185, 190, 198),
- Enchantress (Ausgaben #187, 191, 200),
- Deadman (Ausgaben #205 bis 216) und
- Adam Strange (Ausgaben #217 bis 244).

### Auszeichnungen
Strange Adventures wurde 1963 mit dem Alley Awards für General Fantasy ausgezeichnet. 1965 erhielt die den Preis für das Best Regularly Published Fantasy Comic, 1966 denselben Preis für den Best Fantasy/SF/Supernatural Title, 1967 die Auszeichnung für das beste Titelbild (gezeichnet von Neal Adams, Ausgabe #207), 1967 den Preis für Best Full-Length Story (Who's Been Lying in My Grave? in #205 von Arnold Drake und Carmine Infantino) und im selben Jahr den Preis für das Best New Strip (Deadman von Drake und Infantino).

## Nachdrucke
- JSA. Strange Adventures, New York 2010. (Paperback, umfasst die sechsteilige Miniserie von 2004)
- Strange Adventures, New York 2010. (Paperback, umfasst die achtteilige Miniserie von 2009)